# Hans Kundt
Hans Kundt (Neustrelitz, Mecklenburg-Strelitz, 28 de febrer de 1869 - Lugano, Suïssa, 30 d'agost de 1939) fou un militar alemany, figura militar principal a Bolivia durant la Guerra del Chaco.
Hans Kundt va ser la principal figura militar a Bolívia en dues dècades anteriors a la guerra. Va arribar al país en una missió militar alemanya contractada per l'estat bolivià. Posteriorment es va absentar en ser cridat per a la Primera Guerra Mundial on va comandar un regiment al front oriental contra l'afeblit exèrcit rus. Va tornar el 1921, es va nacionalitzar bolivià, i va assumir la direcció de l'Estat Major fins al 1926. El 4 de gener de 1926 un decret crea el càrrec d'Inspector General de l'Exèrcit, deixant entreveure que aquest lloc seria ocupat per Kundt. El decret es va anul·lar a causa de l'oposició de diferents oficials bolivians, com ara el General Quiros, que consideraven que la presència de Kundt era perjudicial per als interessos bolivians. El 1930 es va haver d'exiliar per col·laborar amb el president Siles, que va ser enderrocat per un cop d'estat. Gaudia d'excel·lents qualitats com a administrador i instructor, i tenia inquietud pel benestar dels seus soldats, una característica poc comuna en la tradició militar boliviana. El desembre de 1932, el vell general, ja amb 63 anys, va ser cridat de nou, per tal que tornés a dirigir l'exèrcit, ara a la Guerra del Chaco, però després dels successius fracassos a la Batalla de Nanawa i a Alihuata-Campo Vía va ser destituït pel president Daniel Salamanca Urey el 1933, sent substituït per Enrique Peñaranda del Castillo i es va retirar a Alemanya, on va morir sis anys després. Va ser qualificat com a "oficial tropero", per no tenir estudis d'Estat Major. Potser per la seva edat i les desfavorables condicions del Chaco era aficionat a dirigir des de "lluny" (telèfon) acudint al capdavant només en casos de crisi.